# Zombies – The Beginning
Zombies – The Beginning (Originaltitel: Zombi: La creazione) ist ein italienischer Low-Budget-Horrorfilm mit Splatter-Einlagen des Regisseurs Bruno Mattei aus dem Jahr 2007. Die Inszenierung ist Matteis letztes Werk als Filmschaffender; wenige Monate nach Beendigung der Dreharbeiten verstarb der Regisseur.
Die Direct-to-Video-Produktion erschien am 13. November 2008 als Leih-DVD und am 15. Januar 2009 als Kauf-DVD in Deutschland. Ursprünglich als Trilogie geplant, knüpft der Film direkt an seinen Vorgänger an, den 2006 entstandenen Island of the Living Dead.

## Handlung
Südostasien (im ersten Teil war die Karibik Ort der Handlung) in der Gegenwart. Ein Bergungsschiff strandet an einer unbekannten tropischen Insel, die von lebenden Toten, sogenannten Zombies, bevölkert wird. Beim Landgang wird die junge Wissenschaftlerin Sharon mitsamt ihrer Crew von blutrünstigen Kreaturen angegriffen und dezimiert. Zeitgleich wird in einer gewaltigen Explosion das rettende Schiff zerstört. Sharon gelingt die Flucht, bis sie als einzige Überlebende bewusstlos auf einem Floß im Meer treibend von der Küstenwache gerettet wird.
In der Zivilisation wird das traumatisierte Opfer des Zombietreibens von ihren Vorgesetzten angehört, findet aber keinen Glauben und verliert nach einem kurzen Disput sogar ihre Anstellung. Zur Verarbeitung der Geschehnisse, begibt Sharon sich dann in eine buddhistische Tempelanlage. Hier wird sie ein halbes Jahr später von Paul Barker, einem Vertreter des Pharma-Unternehmens Tyler Inc., unter dem Vorwand einer Rettungsmission auf eine mysteriöse Insel gelockt. In dem riesigen Areal wird mit den Wiedergängern im Geheimen herumexperimentiert.
Trotz anfänglichem Zögern willigt schließlich Sharon ein. Sie reist mit Barker, einem Team aus Wissenschaftlern und einer gut ausgebildeten kleinen Privatarmee zur besagten Insel. Bereits nach kurzer Zeit wird die Gruppe dort feindselig empfangen. Blut fließt. Schnell wird den Expeditionsteilnehmern klar, dass sich die Untoten weiterentwickelt haben. Sie bilden eine ernstzunehmende Gefahr für die gesamte Gesellschaft, derer man Habhaft werden muss, wenngleich der anwesende Barker versucht ein Zombie-Baby für seinen Arbeitgeber sicherzustellen. Im Laufe der Handlung werden die Lebenden von Zombiehorden überrannt und der Reihe nach getötet oder infiziert. In diesem brutalen Überlebenskampf behält Sharon einen kühlen Kopf. Es gelingt ihr am Ende des Films – zwischenzeitlich sind alle anderen getötet worden – neben dem bizarren Zombie-Schöpfer auch den gesamten Gebäudekomplex in Brand zu setzen, obgleich die Zombie-Plage damit nicht besiegt zu sein scheint.

## Kritiken
Das Lexikon des internationalen Films schrieb, der Film sei ein „belangloser, unterproduzierter Horrorfilm als leicht durchschaubares Plagiat, der das ohnehin überforderte Zombie-Genre noch einmal“ überstrapaziere.